# Sara Sánchez
Sara María Sánchez Parra (ur. 12 września 1982) – hiszpańska zapaśniczka walcząca w stylu wolnym. Zajęła dziesiąte miejsce na mistrzostwach świata w 2009 i na mistrzostwach Europy w 2006 i 2009. Srebrna medalistka igrzysk śródziemnomorskich w 2009 i czwarta w 2005 roku.